# Robert Ferguson
Robert "Bob" Ferguson, född cirka 1846 i Musselburgh, död den 19 maj 1915 i Musselburgh, var en skotsk golfspelare.
Ferguson bodde i Musselburgh, vilket var en av tre platser som The Open spelades på på den tiden. Han började som caddie när han var åtta år och spelade sin första tävling på Leith när han var arton år.
Ferguson gjorde hattrick i segrar i majortävlingen The Open (1880, 1881 och 1882) och han är en av fyra spelare som har vunnit The Open tre år i rad. Prissumman när han vann första gången var sju pund. 1883 förlorade han i särspel mot Willie Fernie.
Ferguson bildade tillsammans med Tom Morris Jr ett skotskt lag som i en av de första internationella matcherna besegrade engelsmännen Bob Kirk och John Allan.
Ferguson var känd för sin fina puttning och han gjorde även många av sina inspel med puttern, vilket gav upphov till uttrycket Musselburgh iron. Hans karriär blev mycket kort eftersom han drabbades av tyfoidfeber. Ferguson blev Custodian of Links (golfbanans beskyddare) i Musselburgh.
| Majorsegrare genom tiderna                                                                                       |                |                 |               |                  |
| 200 olika spelare har vunnit i herrarnas majortävlingar. Robert Ferguson var den 9:e spelaren som vann en major. |                |                 |               |                  |
| 1:a | 8:e            | 9:e             | 10:e          | 200:e            |
| Willie Park Sr                                                                                                   | Jamie Anderson | Robert Ferguson | Willie Fernie | Louis Oosthuizen |
| Lista över golfens majorsegrare                                                                                  |                |                 |               |                  |